# Бухорои Шариф (газета)
«Бухорои Шариф» (тадж. «Бухорои Шариф») — газета на таджикском языке, издававшаяся с 11 марта 1912 года до 2 января 1913 года в русском посёлке Новая Бухара, недалеко от Бухары.

## Общие сведения
Издавалась местными активистами джадидизма.
Считается первой таджикской газетой. До появления газеты среди учеников медресе в Бухаре подпольно распространялись некоторые периодические издания, в том числе журнал «Молла Насреддин».
После этого среди интеллигенции Бухары возникло осознание того, что ввозимой печати не достаточно для информирования местного населения. Было решено создать газету на таджикском языке.
Первый номер газеты вышел в воскресение, 11 марта 1912 года. Газета выпускалась в типографии Когон, на таджикском языке арабской графикой, большим форматом на четырех страницах.
Главным редактором газеты был генерал армии Российской империи М. К. Мирбадалев.
Одним из редакторов газеты был азербайджанский писатель и журналист Мирза Джалал Юсифзаде.
Основным спонсором и издателем газеты был бухарский еврей К. Л. Левин.
Основными темами публикаций являлись создание школ, реформа медресе, образование. В газете печатались мировые и местные новости.
В газете опубликовались новости города, экономики, социальной жизни, науки и ислама.
В статьях газеты подвергались критике экономический кризис, бедность, неграмотность большинства населения Бухары начала XX века.
Печатались рассказы, литературные произведения других народов, российские, переведённые на таджикский язык, отрывки из известных книг как среднеазиатской литературы, так и шедевров мировой литературы.
Освещалась деятельность эмира Алим-хана.
Печатались новости о жизни Ирана, Ирака, Афганистана, Турции, Китая.
Рубрики газеты: «Местные новости», «Вести из Туркестана», «Вести из-за границы», «Письмо из Бухары», «Письмо в номер».
С 14 июля 1912 года в качестве приложения к газете был начат выпуск газеты «Турон» на узбекском языке для узбекоязычного населения Бухары. С сентября 1912 года газета стала самостоятельной.
В газете опубликовались стихи, рассказы и статьи местных джадидистов, поэтов и писателей.
В газете своеобразно понималась концепция нации. Так, по отношению к населению Бухары использовались термины «бухарская нация» или «мусульманская нация».
В первые месяцы своего существования, газета выходила шесть раз в неделю. Позднее и до своего закрытия  — три раза в неделю.
По причине роста популярности газеты её стали опасаться местные власти. В декабре 1912 года представитель губернатора Петров попросил эмира Бухары закрыть газету. Эмир Алимхан издал указ о закрытии газет «Турон» и «Бухорои Шариф».
12 января 1913 года газета была запрещена российской властью. В общей сложности на свет вышел 153 выпуска газеты.

## Источник
- Национальная энциклопедия Узбекистана. — Ташкент: Издательство НЭУ, 2000. — Т. 2.